# バルセロナ包囲戦 (1706年)
第2次バルセロナ包囲戦（カタルーニャ語：Setge de Barcelona）は、スペイン継承戦争における戦闘の一つで、1706年4月3日から27日にかけてスペイン・フランス連合軍がイングランド・オーストリア同盟軍が守るカタルーニャの中心地バルセロナを包囲した戦いである。
イングランド・オーストリア同盟軍は1705年9月の第1次バルセロナ包囲戦でバルセロナをスペイン軍から奪い、カタルーニャ・アラゴン・バレンシアを根拠地としてカスティーリャのフェリペ5世と相対した。対するスペイン・フランス連合軍は1704年8月にジブラルタルを占拠され（ジブラルタルの占領）、奪還に向かい9月にジブラルタル包囲を開始したが、マラガの海戦でフランス・スペイン連合艦隊はジブラルタル進出を阻止され、1705年3月21日のマルベラの海戦でポルトガルから出航してきたジョン・リーク率いるイングランド艦隊にフランス艦隊を撃破されたため4月にジブラルタル包囲は中止となった。
バルセロナ占拠から動きは無かったが、4月3日にフランスの将軍テッセ伯ルネ・ド・フルーレがバルセロナに進軍、マドリードからフェリペ5世も合流してバルセロナ包囲が始まった。カタルーニャを拠点としていたカール大公はバルセロナに籠城してスペイン・フランス連合軍に抵抗、ジブラルタルからリークが艦隊を率いてバレンシアに駐屯していたピーターバラ伯チャールズ・モードントとジェームズ・スタンホープらと合流しバルセロナ救援に向かった。ピーターバラはスペイン・フランス連合軍がカタルーニャに釘付けになっている隙にマドリードを落とすことを提案したが、リークが却下してバルセロナに向かうと慌てて艦隊に乗り込み出航した。
スペイン・フランス連合軍は4月21日にバルセロナの付近にあるムンジュイックの砦を奪いバルセロナを窺ったが、イングランドの援軍が来たことを知ると27日に包囲を注して撤退した。同盟軍は好機を逃さず6月にカール大公・ピーターバラがカタルーニャ・バレンシアから出陣、ポルトガルに駐屯していたゴールウェイ伯ヘンリー・デ・マシューも進軍して6月29日にマドリードを奪取した。フェリペ5世はマドリードから逃れたが、同盟軍はそれぞれの連携が取れず8月に撤退、10月4日にフェリペ5世がマドリードへ復帰した。スペイン戦線は仕切り直しとなったが、フランスの援軍を得たフェリペ5世は反撃に出て同盟軍と戦っていった。